# منتخب غوتالاند لكرة القدم
منتخب غوتالاند لكرة القدم هو منتخب يمثل جزيرة غوتالاند في السويد، هذا المنتخب ليس عضو في الفيفا أو اليويفا، لكنه عضو في الاتحاد العالمي لألعاب الجزر ويشارك في منافسات ألعاب الجزر.